# 亚斯纳亚波利亚纳

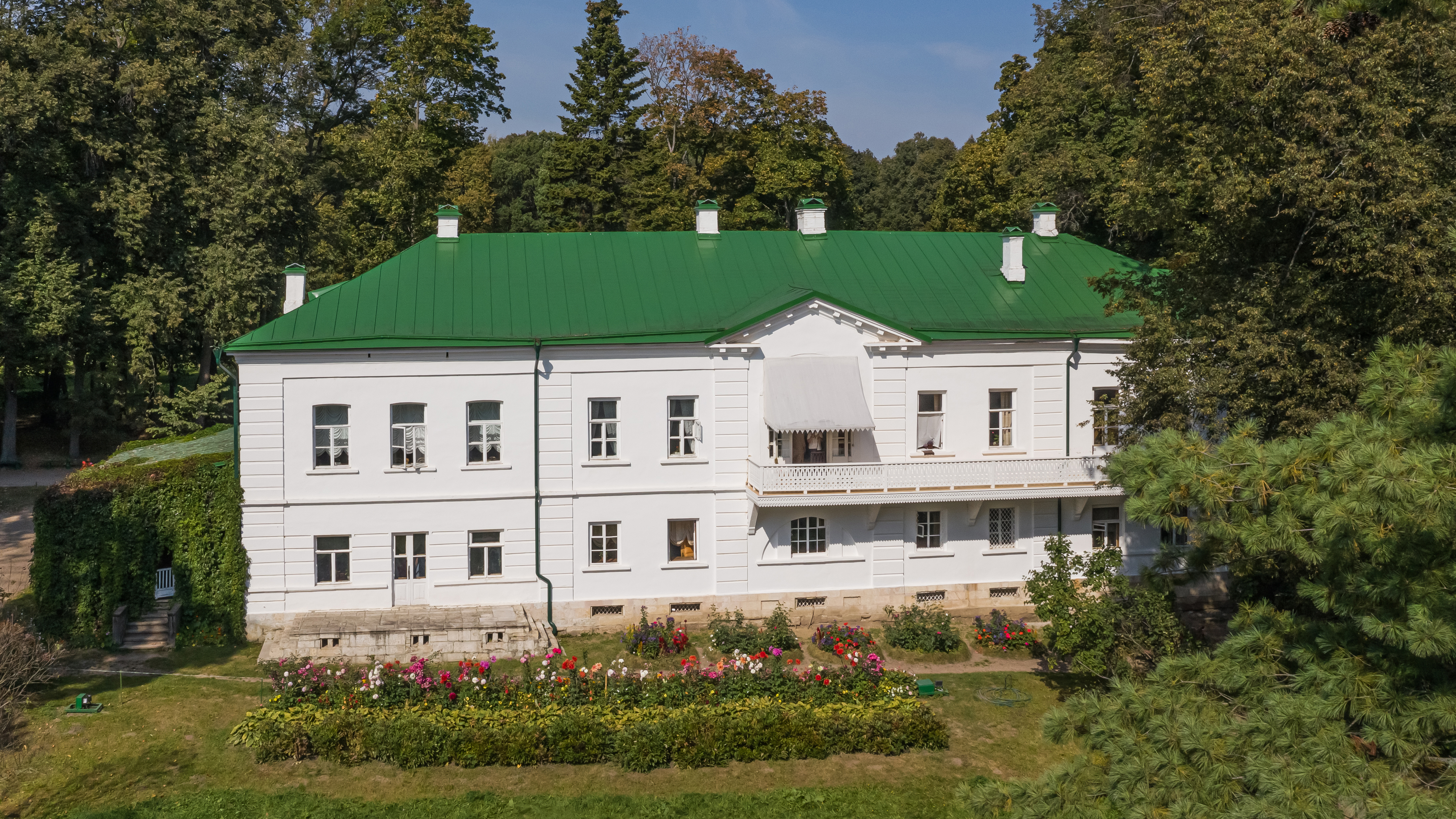
列夫·托爾斯泰位於亚斯纳亚波利亚纳的故居

亚斯纳亚波利亚纳（羅馬化：Yasnaya Polyana，直译：“空曠的林間空地”）是作家列夫·托爾斯泰出生、生活和長眠的地方，位於俄羅斯圖拉市西南12公里。
列夫·托爾斯泰的故居在他死後成為紀念他的博物館，起初由他的女兒亚历山德拉·托尔斯塔娅管理，現在的博物館負責人也是托爾斯泰的後人。博物館擺放托爾斯泰的個人財產、動產和藏書22000本的圖書室。托爾斯泰就是在這裡創作他的著名小說《戰爭與和平》和《安娜·卡列尼娜》。
博物館包括托爾斯泰的大宅、他為農民兒童興建的學校和他被埋葬的公園，第二次世界大戰時被德軍侵佔和褻瀆，但大部分珍貴的物品都預先被蘇聯政府搬走。大戰過後，大宅回復至托爾斯泰居住時的面貌，而亚斯纳亚波利亚纳繼續成為俄羅斯其中一個大量遊客參觀的旅遊景點。1960年8月30日，该博物园区被俄罗斯苏维埃联邦社会主义共和国部长会议列为共和国重点保护古迹。

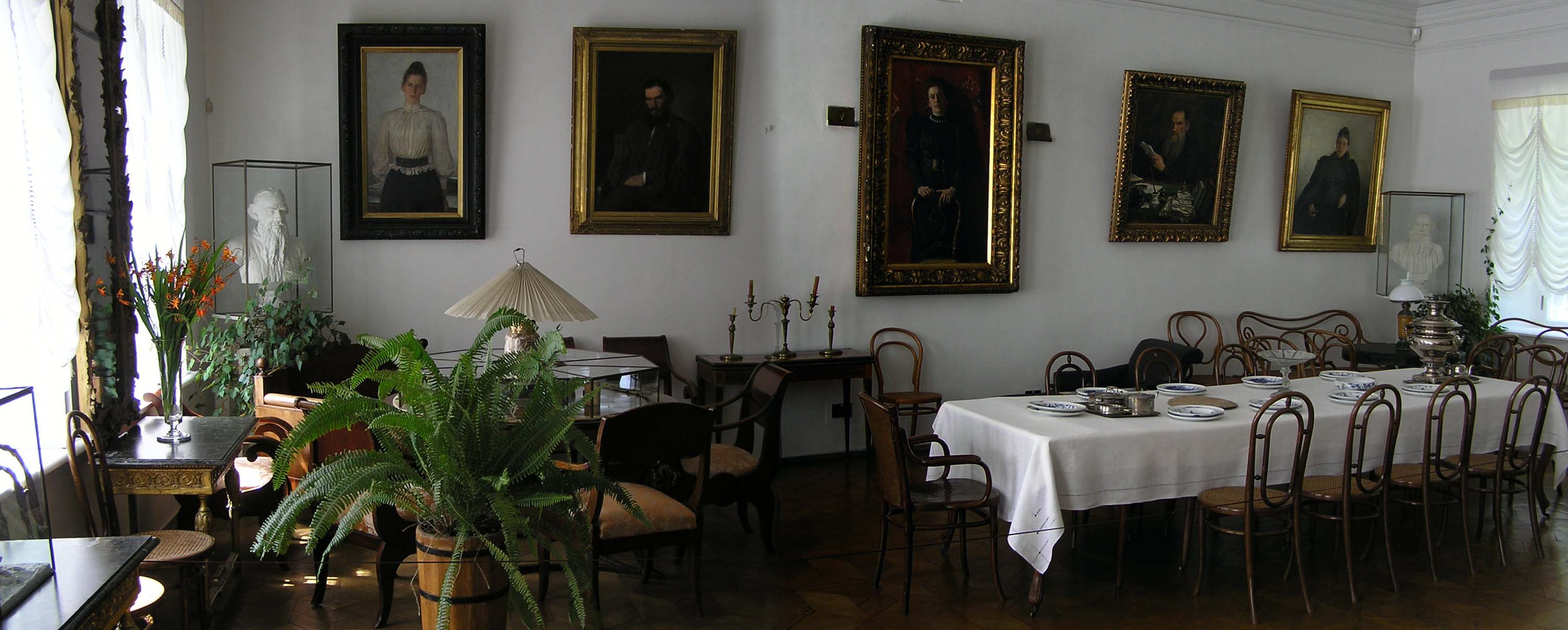
亚斯纳亚波利亚纳的飯廳

## 外部連結
- 亚斯纳亚波利亚纳博物館官方網頁（页面存档备份，存于）